# Харрис, Уилсон
Теодор Уилсон Харрис (англ. Theodore Wilson Harris; 24 марта 1921, Нью-Амстердам, Британская Гвиана — 8 марта 2018) — гайанский писатель

 и поэт, писал на английском языке.

## Биография
Окончил Королевский колледж в Джорджтауне. Служил землемером, потом занялся литературой. Дебютировал стихами, но стал известен как романист. В 1959 переехал в Великобританию, где и вышел его первый роман «Дворец павлина» (1960), давший начало колониальному «Гвианскому квартету» — его продолжением стали романы «Долгие странствия Удина» (1961), «Все доспехи» (1962) и «Потайная лестница» (1963). За ним последовал цикл «Карнавальная трилогия», её составили романы «Карнавал» (1985), «Бесконечное повторение» (1987) и «Четыре отмели реки Пространство» (1990).

## Произведения

### Стихи
- Fetish, 1951
- The Well and the Land, 1952
- Eternity to Season, 1954

### Романы
- Palace of the Peacock, 1960
- The Far Journey of Oudin, 1961
- The Whole Armour, 1962
- The Secret Ladder, 1963
- Heartland, 1964
- The Eye of the Scarecrow, 1965
- The Waiting Room, 1967
- Tamatumari, 1968
- Ascent to Omai, 1970
- The Eye of the Scarecrow, 1971
- Black Marsden: A Tabula Rasa Comedy, 1972
- Companions of the Day and Night, 1975
- Da Silva da silva’s Cultivated Wilderness and Genesis of the Clowns, 1977
- The Tree of the Sun, 1978
- The Angel at the Gate, 1982
- Carnival, 1985
- The Four Banks of the River of Space, 1990
- The Carnival Trilogy, 1993
- Resurrection at Sorrow Hill, 1993
- Jonestown, 1996
- The Dark Jester, 2001
- The Mask of the Beggar, 2003
- The Ghost of Memory, 2006

### Новеллы
- Kanaima, 1964
- The Sleepers of Roraima, 1970
- The Age of the Rainmakers, 1971

### Выступления и эссе
- Tradition and the West Indian Novel, публичная лекция, 1965
- Tradition, the Writer and Society: Critical Essays, 1967
- History, Fable and Myth in the Caribbean and Guianas, 1970
- Fossil and Psyche, 1974
- Explorations: A Series of Talks and Articles 1966—1981, 1981
- The Womb of Space: The Cross-Cultural Imagination, 1983
- The Radical Imagination: Lectures and Talks, 1992
- The Unfinished Genesis of the Imagination: Selected Essays, 1999

## Признание
Литературная премия Гайаны (1987, 2002). Международная премия Монделло (1992).
Почётный доктор Университета Вест-Индии (1984), Льежского университета (2001) и др. Член Королевского литературного общества. Рыцарь-бакалавр (2010).

## Смерть
Скончался по естественным причинам 8 марта 2018 года в своем доме в городе Челмсфорд, Англия.